# خواكين سورويا غارسيا بالأبيض
خواكين سورويا غارسيا بالأبيض (بالإسبانية: Joaquín Sorolla García vestido de blanco)‏ هي لوحة زيتيّة مرسومة على قُماش؛ رسمّها خواكين سورويا. تبلغُ أبعاد هذه اللوحة 85 × 65 سم وتعود لسنة 1896. تُشكل اللوحة اليومَ جزءًا من مجموعة اللوحات الفنيّة والتاريخية في متحف سورويا في العاصِمة الإسبانيّة مدريد. أصبحت جواكين سورولا جزءًا من المجموعة التي يتوفرُ عليها المتحف بعد التبرع بهّا لصالحِ مؤسسة متحف سورولا في عام 1951.
لقد جسّد صاحب/رسّام اللوحة صورة ابنهِ خواكين سورويا غارسيا وهو يرتدي ثوبًا أبيض اللونِ ثم ينظر في زاوية ما أثناء جلوسه. جديرٌ بالذكرِ هنا أنّ سورويا قد صوّر في عديدِ لوحاته مجموعة من أفراد عائلتهِ بما في ذلك زوجته كلوتيلد وابنهمَا خواكين بالإضافة إلى لوحة أخرى تظهر فيها زوجتهُ كلوتيلد وبنتيهَا ماري وإلين. رسم بحلول عام 1917 ابنهُ خواكين وهو جالس ثم حقّقت هذه اللوحة شهرة حتّى تمّ نقلها لمتحف سورويا. آخر صورة له هي تلك التي جسّد فيها ابنه غارسيا رفقة كلبه.